# Pseudactium carolinae
Pseudactium carolinae är en skalbaggsart som beskrevs av Thomas Casey 1908. Pseudactium carolinae ingår i släktet Pseudactium och familjen kortvingar. Inga underarter finns listade i Catalogue of Life.